# 니시오카 쓰토무

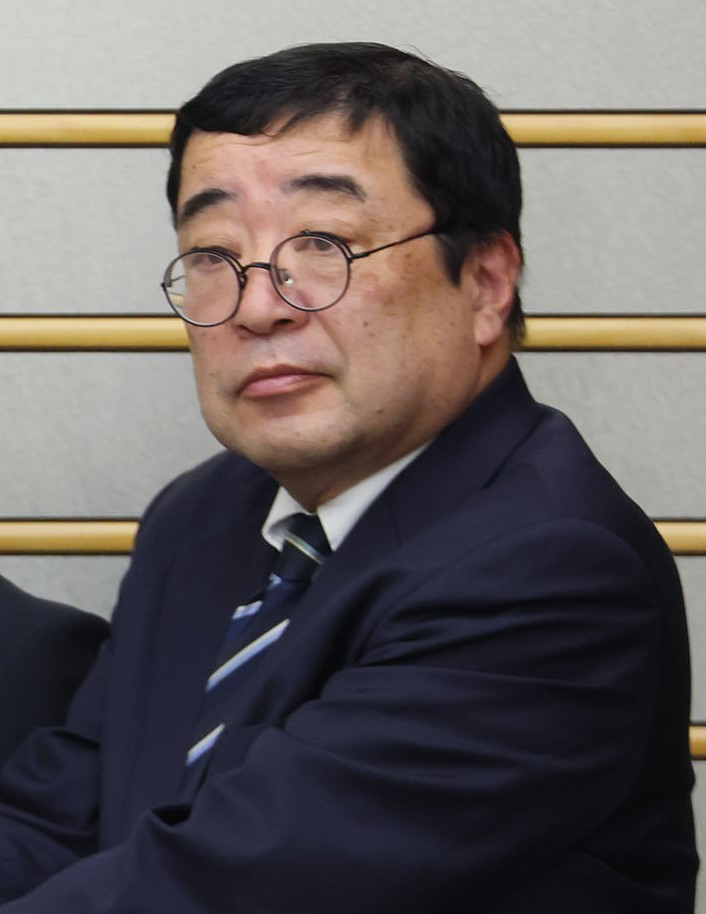

니시오카 쓰토무(西岡力, 1956년 ~ )는 일본의 교수이다. '북한에 납치된 일본인을 구출하기 위한 전국협의회'(구출회) 회장.

## 생애
도쿄도 출신. 1982~1984년 주한 일본 대사관 전문조사원으로 일한 뒤 1984 ~ 1991년 현대코리아연구소 주임 연구원. 2002년까지 현대코리아연구소가 발행하는 잡지 '현대코리아' 편집장으로 일함. 1991년 도쿄기독교대학 신학부 전임강사. 1998년 4월 '북한에 납치된 일본인을 구출하기 위한 전국협의회' 설립에 관여했다. 2000년 도쿄기독교대학 기독교학과 교수.

## 정치적 주장
- 일본군 위안부의 강제연행을 부정.
- 나카니시 데루마사(中西輝政), 야기 히데쓰구(八木秀次), 시마다 요이치(島田洋一), 이토 데쓰오(伊藤哲夫)와 함께 아베 신조의 '브레인 5인조'로 꼽히기도 한다.

## 같이 보기
- 요코타 메구미
- 서정갑
- 조갑제